# دومینیک استرو انگل
دومینیک استرو انگل (انگلیسی: Dominik Stroh-Engel؛ زادهٔ ۲۷ نوامبر ۱۹۸۵) بازیکن فوتبال اهل آلمان است.
از باشگاه‌هایی که در آن بازی کرده‌است می‌توان به باشگاه فوتبال آینتراخت فرانکفورت، باشگاه فوتبال وهن ویسبادن، و باشگاه فوتبال دارمشتات ۹۸ اشاره کرد.